# قربانی (فیلم ۲۰۲۵)
قربانی (انگلیسی: Sacrifice) فیلمی در ژانر اکشن ماجراجویی کمدی است که کارگردانی و نویسندگی مشترک آن را رومن گاوراس بر عهده دارد. بازیگران این فیلم آنیا تیلور-جوی، کریس ایوانز، سلما هایک، ونسان کسل، آمبیکا مود، سم ریچاردسون، چارلی ایکس‌سی‌ایکس و جان مالکوویچ هستند.

## داستان
یک ستارهٔ سینما که در تلاش برای بازگشت به اوج شهرت است، همراه با دو نفر دیگر توسط گروهی افراطی ربوده می‌شود. این گروه باور دارد که با قربانی کردن سه انسان می‌تواند بشریت را نجات دهد.

## بازیگران
- آنیا تیلور-جوی در نقش جوآن، زنی متعصب که مأموریتی برای نجات جهان از یک مجازات آتشین در سر دارد
- کریس ایوانز در نقش مایک تایلر، یک ستارهٔ سینما که توسط جوآن ربوده می‌شود
- سلما هایک
- ونسان کسل در نقش براکن، ثروتمندترین مرد جهان که توسط جوآن ربوده می‌شود
- آمبیکا مود در نقش کیتی، زنی بدشانس که توسط جوآن ربوده می‌شود
- سم ریچاردسون
- جان مالکوویچ
- چارلی ایکس‌سی‌ایکس
- یانگ لین

## تولید
در ماه مه ۲۰۲۴ اعلام شد که رومن گاوراس کارگردانی و نویسندگی مشترک فیلم قربانی را بر عهده خواهد داشت و آنیا تیلور-جوی، کریس ایوانز، سلما هایک و برندن فریزر در نقش‌های اصلی بازی خواهند کرد. در سپتامبر ۲۰۲۴، سم ریچاردسون به گروه بازیگران پیوست و هم‌زمان فریزر به دلیل تداخل در برنامه‌های کاری از پروژه خارج شد. در نوامبر ۲۰۲۴، ونسان کسل، آمبیکا مود، جان مالکوویچ، چارلی ایکس‌سی‌ایکس، یانگ لین، جید کروت، جرمی اُ. هریس و میریام سیلورمن به گروه بازیگران اضافه شدند و کسل جایگزین فریزر شد.

### فیلم‌برداری
تصویربرداری اصلی در نوامبر ۲۰۲۴ آغاز شد و در کشورهای یونان، بلغارستان و ایسلند انجام گرفت و در ۳۰ دسامبر ۲۰۲۴ به پایان رسید.